# Slezská Wikipedie
Slezská Wikipedie (slezsky Ślōnskŏ Wikipedyjŏ) je jazyková verze Wikipedie v slezštině. Byla založena v roce 2008. V březnu 2025  obsahovala téměř 59 000 článků a pracovali pro ni 3 správci. Registrováno bylo téměř 29 000 uživatelů, z nichž bylo 45 aktivních. V počtu článků byla 98. největší Wikipedií.

## Struktura
Slezská Wikipedie patří (spolu s např. cebuánskou či warajskou Wikipedií) mezi ty jazykové odnože projektu, jejichž obsah je tvořen především roboticky vygenerovanými pahýly o několika málo větách. Údaj o 58 802 článcích je tak značně zavádějící, neboť většina z nich jsou krátké články o živočišných, rostlinných a dalších druzích vygenerované botem s názvem UostofchuodnegoBOT. Tento bot byl činný mezi 18. a 25. zářím roku 2019 a za těchto osm dní se mu povedlo vygenerovat celkem 42 857 článků  – téměř 73 % současného obsahu.
Druhým nejvýznamnějším přispěvatelem (a jedním ze tří současných správců) slezské Wikipedie je wikipedista Lajsikonik. Ten je stále aktivní a má za sebou 11 665 článků (20 % obsahu), nicméně většina z nich jsou opět pahýly.
Přibližně 92,7 % článků slezské Wikipedie je tak vytvořeno jedním botem a jedním wikipedistou. Zbylých článků je pouze 3780 a zaujímají cca 6,4 %.